# Andrea Bianchimano
Andrea Bianchimano (Carate Brianza, 25 de diciembre de 1996) es un futbolista italiano. Juega en la demarcación de delantero y su equipo actual es el Lucchese de la Serie C, en calidad de cedido por el Viterbese.

## Biografía
Tras formarse como futbolista en el AC Biassono, firmó por el USD Olginatese en 2014. Hizo su debut en la Serie D, en un encuentro contra el Pergolettese el 19 de octubre de 2014. Poco tiempo después marchó a la disciplina del AC Milan. Jugó en los equipos juveniles, disputando algunos partidos con el equipo reserva del primer equipo donde disputó quince partidos y anotó tres goles. En 2016 cedió a Bianchimano al Reggina. Debutó con el club el 21 de agosto de 2016, jugando los noventa minutos contra el Paganese. Su primer gol lo anotó al Catanzaro. Tras el año de cesión, finalmente el Milán traspasó al jugador al Reggina.

## Clubes
Actualizado al 23 de septiembre de 2019.
| Club               | País   | Año       | Partidos | Goles |
| ------------------ | ------ | --------- | -------- | ----- |
| USD Olginatese     | Italia | 2014-2015 | 23       | 8     |
| AC Milan           | Italia | 2015-2016 | 0        | 0     |
| Reggina            | Italia | 2016-2018 | 54       | 13    |
| Perugia            | Italia | 2018      | 6        | 0     |
| Catanzaro (cedido) | Italia | 2019      | 16       | 5     |
| Perugia            | Italia | 2019      | 1        | 0     |
| Catanzaro (cedido) | Italia | 2019-2020 | 21       | 4     |
| Perugia            | Italia | 2020-2022 | 35       | 8     |
| Viterbese          | Italia | 2022      | 19       | 1     |
| Lucchese (cedido)  | Italia | 2022-     | 20       | 4     |